# Crassula alsinoides
Crassula alsinoides là một loài thực vật có hoa trong họ Crassulaceae. Loài này được (Hook.f.) Engl. miêu tả khoa học đầu tiên năm 1892.